# Nel paese delle creature selvagge
Nel paese delle creature selvagge (Where the Wild Things Are) è un film del 2009 diretto da Spike Jonze.
Scritto dallo stesso regista insieme allo scrittore Dave Eggers, la pellicola è un adattamento cinematografico del libro illustrato di Maurice Sendak Nel paese dei mostri selvaggi. Il film doveva in origine essere distribuito dalla Universal Pictures, ma i disaccordi tra essa e il regista Spike Jonze hanno portato alla nascita del progetto per conto della Warner Bros.
Il film è stato distribuito negli USA il 16 ottobre 2009, dopo un'anteprima svoltasi a New York il 13 ottobre, mentre in Italia a partire dal 30 ottobre dello stesso anno.

## Trama
Max è un ragazzino dalla fervida fantasia che vive con una sorella nel pieno della fase adolescenziale e con la madre, che spesso preferisce l'eccessiva amorevolezza all'educazione.
Max si trova in un periodo della sua crescita nel quale un bambino necessita equilibrio e serenità emotiva, cosa che nel suo caso evidentemente manca. Cresciuto senza padre, Max apparentemente non ha amici e nutre, perciò, una forte gelosia nei confronti della sorella che, al contrario, è spesso occupata con i suoi coetanei e trascura il fratellino. Una sera, la madre porta a casa un uomo, col quale sembrerebbe avere una relazione. A Max questa situazione causa estrema confusione: non vuole che la madre smetta di interessarsi a lui, e si ribella.
Dopo un litigio con lei, apparentemente solo preoccupata di non far brutta figura con il compagno, Max scappa di casa e corre senza meta per i boschi.
Trovata una barca, naviga fino a un'isola popolata da strane e grandi creature, tra le quali c'è malcontento perché il loro gruppo si sta sfaldando, a causa della tristezza e della solitudine.
Max conquista la fiducia delle creature, raccontando di avere poteri formidabili, e viene proclamato Re. Promette loro che riuscirà a riportare la serenità in quell'isola, facendo in modo che tutti siano felici e che accada solo quello che loro vogliono che accada.
Sviluppa un rapporto di amicizia con alcune creature, che sono felici ora che hanno un Re così buono e che ha fatto in modo che tutti stiano di nuovo insieme.
Quello che all'inizio era il "progetto" per il loro nuovo regno, tuttavia, trova degli inconvenienti e, ben presto, Max si rende conto che governare un regno non è un compito facile, non avendo il "potere" di rendere tutti felici.
Dovrà fare i conti con i problemi di ognuno dei suoi sudditi che non sono solo grossi pupazzi, ma vere creature con dei sentimenti propri, spesso in contrasto tra loro.
Pian piano, l'armonia gioiosa che si era creata svanisce, lasciando spazio all'ira e alla tristezza. Max dovrà ammettere di non essere veramente un re e capire che, come nel gruppo dei mostri l'armonia è messa in pericolo dall'egoismo di uno di loro (Carol), così nella sua famiglia i suoi comportamenti infantili ed egocentrici mettono in pericolo la serenità e la gioia di tutti.
Max si risolve così a lasciare l'isola per tornare a casa, facendo in tempo a vedere Carol (inizialmente assente dal gruppo che gli dava l'addio), la quale riesce ad arrivare giusto in tempo per salutarlo.
Tornato a casa, Max viene perdonato dalla madre che lo abbraccia, lo coccola e, mentre lui mangia la cena, resta al suo fianco e infine si addormenta.

## Produzione
Nel corso degli anni, furono molti i cineasti interessati a produrre un adattamento cinematografico del libro. Tuttavia, trasformare un libro per bambini di dieci frasi in un lungometraggio avrebbe significato modificare, o comunque ampliare, la storia di partenza. Il primo tentativo venne fatto con l'animazione, con l'adattamento del 1973 diretto da Gene Deitch, del quale vennero realizzate due versioni: la prima con la narrazione di Allen Swift e una colonna sonora di musica concreta composta dallo stesso Deitch, la seconda, invece, del 1988, con una nuova colonna sonora e narrazione ex novo di Peter Schickele.

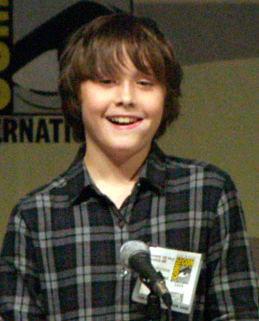
Max Records, alla Comic-Con di San Diego del 2009, interpreta Max nel film.

Nel 1983, la Walt Disney Pictures iniziò a interessarsi delle opere di Sendak ai fini di produrre lungometraggi basati sui suoi libri. A quel tempo la Disney faceva uso della camera multipiano per aggiungere profondità all'animazione. John Lasseter, al contrario, si rese conto che i computer sarebbero potuti essere usati per realizzare sfondi dove l'animazione tradizionale interagiva con quelle computerizzata. Lasseter, insieme a Glen Keane, iniziò a lavorare a un test de Nel paese dei mostri selvaggi per mostrare i personaggi che venivano animati a mano da Keane mentre lui ideava gli sfondi col computer. Questo test di pochi minuti servì per dimostrare le capacità del mezzo e per far approvare un intero lungometraggio che utilizzava questa innovazione, basato sul libro di Sendak. Lasseter cambiò in seguito idea e optò per Le avventure del piccolo tostapane. Lo studio, tuttavia, rifiutò l'idea in quanto interessata alla tecnica solo nel caso in cui gli sfondi al computer avrebbero fatto risparmiare tempo e soldi all'azienda.
Nel 2000 il progetto di un adattamento del libro ricomparve e molti cineasti espressero il loro interesse a realizzarlo. Nonostante l'interessamento di molti produttori verso registi più commerciali, Sendak appoggiò il regista Spike Jonze, in quanto «giovane, interessato e con una scintilla che nessun altro ha dimostrato di avere»." Il film, all'epoca, sarebbe stato distribuito dalla Universal, che aveva allegato un teaser trailer alle copie cinematografiche de Il Grinch di Ron Howard, prodotto proprio dalla Universal. Contrasti tra la Universal e Sendak sull'approccio di Jonze alla storia portarono a un accordo che trasferiva i diritti di produzione alla Warner Bros.
Nel 2005, Jonze e il romanziere Dave Eggers completarono una sceneggiatura di 111 pagine, espandendo notevolmente la storia originale e cambiando i nomi dei mostri, ora chiamati Carol, Douglas, KW (KK nella versione italiana), Judith, Ira, Alexander. Nel febbraio 2008, dopo che la data di uscita del film era stata posticipata di un anno, diverse fonti riportarono che la Warner Bros. stava considerando l'idea di rigirare gran parte del film, in quanto troppo spaventoso per i bambini. Il presidente degli studio, Alan F. Horn, rispose che i rifacimenti erano stati accordati con Jonze e che servivano ad ampliare e migliorare il film. Sendak approvò il montaggio finale della pellicola, affermando: «Non ho mai visto un film che sembrasse così o facesse provare queste sensazioni. Ed è di Spike, non ha paura di se stesso. Mi ha emozionato. Mi ha emozionato molto».

## Colonna sonora
La colonna sonora è di Karen O and the Kids. Le tracce sono:
Musiche di Karen O e tbiller.
1. Karen O – Igloo – 1:49
2. Karen O – All Is Love – 2:50 (testo: Nick Zinner)
3. Karen O – Capsize – 2:38 (testo: Dean Fertita, Bradford Cox, Aaron Hemphill, Tom Biller e Jack Lawrence)
4. Karen O – Worried Shoes – 4:12 (testo: Daniel Johnston)
5. Karen O – Rumpus – 2:44 (testo: Nick Zinner e Tristan Bechet)
6. Karen O – Rumpus Reprise – 1:53 (testo: Imaad Wasif e Bradford Cox)
7. Karen O – Hidaway – 5:11 (testo: Imaad Wasif)
8. Karen O – Cliffs – 2:59 (testo: Imaad Wasif e Oscar Michel)
9. Karen O – Animal – 4:11 (testo: Imaad Wasif e Bradford Cox)
10. Carter Burwell – Lost Fur – 1:09 (Carter Burwell)
11. Karen O – Heads Up – 2:56 (testo: Dean Fertita, Imaad Wasif, Bradford Cox, Tom Biller e Jack Lawrence)
12. Karen O – Buiding All Is Love – 3:33 (testo: Nick Zinner e Tristan Bechet)
13. Karen O – Food Is Still Hot – 2:45
14. Karen O – Sailing Home – 1:03

## Riconoscimenti
- 2010 - Golden Globe
  - Candidatura per la migliore colonna sonora a Karen O e Carter Burwell
- 2009 - National Board of Review Award
  - Migliori dieci film
- 2009 - Satellite Award
  - Candidatura per il miglior film d'animazione o a tecnica mista
  - Candidatura per la migliore colonna sonora a Karen O e Carter Burwell